# Ла-Микок
Ла-Микок (фр. La Micoque) — первобытная стоянка в коммуне Эзи, бывшей коммуне Эзи-де-Тайак в Дордони, где было найдено огромное количество артефактов эпохи нижнего палеолита. В честь этого места дано имя Микокской культуре; также здесь была открыта Тейякская культура.
Раскопки месторождения Ла-Микок в начале XX века, наряду с раскопками в Мустье, Комб-Капель и Ложри-От, не только выявили новые отрасли хозяйства, которые до сих пор игнорировались, но и доказали современность культур, которые до этого считались примитивными.
Это один из пятнадцати «доисторических памятников и украшенных живописью пещер долины Везер», внесенных в список Всемирного наследия ЮНЕСКО с 1979 года.

## География
Стоянка Ла-Микок находится в юго-восточной части департамента Дордонь, в Перигор-Нуар, в коммуне Эзи, бывшей коммуне Эзи-де-Тайак, примерно в 2,7 км к северо-северо-западу от села Эзи и примерно в 1,2 км к востоку из посёлка Манори, в долине реки Манори на левом берегу (северной стороне) водотока, в 600 м выше по течению от слияния последнего с рекой Везер на её правом берегу (западная сторона). Ложри-От находится в 600 м к юго-западу, Ложри-Басс и Гран Рок — в 1,2 км в том же направлении.
Стоянка выходит на юго-запад.

## История
В 1895 году хозяин землевладения сообщил Пьеру Фурнье из Ложри-От о наличии камней, которые, по его мнению, были обработаны. Фурнье собрал некоторые из них и показал Эмилю Ривьеру и Дельмасу, «антиквару Бержерак». Дельмас сообщает об этом Гюставу Шове, который начинает исследования и собирает огромную коллекцию, пропавшую без вести в 1938 году.
Затем Луи Капитан провел раскопки на этом месте в 1896 году, Эдуар Арле в 1897 году, Дени Пейрони в 1898 году, Л. Кутиль в 1903 и 1905 годах, Эмиль Картальяк в 1905 году, Отто Хаузер в 1906 году.
Марселлен Буль, Камиль Жюльян и Анри Брёйль посетили стоянку 17 июня 1906 года во время раскопок Пейрони, а Луи Капитан присоединился к ним несколько дней спустя. Затем Хаузер взял в аренду все месторождение. Когда срок аренды Хаузера подошел к концу, Пейрони добился, чтобы это место было куплено государством, и он возобновил раскопки там в 1929 году до 1932 года. Пейрони описывает стратиграфическую последовательность, выделяя в ней пятнадцать слоев и шесть археологических уровней.
Каменная индустрия была исследована Франсуа Бордесом, который в 1956 году провел там небольшие раскопки.
В начале 1970-х годов последовательность была впервые пересмотрена Анри Лавиллем и Жан-Филиппом Риго, а затем последний в сотрудничестве с Андре Дебенатом провел там новые раскопки с 1989 по 1997 год.
Новая редакция осадочной истории месторождения была опубликована Ж.-П. Тексье и П. Бертраном в 1993 году.

## Стратиграфическая последовательность
Согласно последнему исследованию 1993 года, отложения Микок можно разделить на три взаимосвязанных осадочных массива :
- Нижний массив (соответствующий слоям с I по XII, выделенным Лавиллем и Риго), толщиной 2,50 м, состоящий из гальки и гравия и лишенный археологических находок;
- средний массив (соответствующий слоям от А до М Пейрони, состоящий из глинистого блока толщиной один метр у основания (слой А) и гранулированной известняковой гальки и гравия толщиной более 7 м, расслоенных между собой супесчано-глинистыми красными ярусами (уровни E, H и L Пейрони). С ним связаны практически все археологические уровни этого места, особенно Тейякский ;
  - слой L2 / 3 (SIO 10), эпоха южного ашеля в соответствии с Ф. Бордесом (ранний средний палеолит), обеспечил хозяйство, ориентированное почти исключительно на производство осколков.;
- верхний песчано-глинистый массив средней толщины 2 м, который сегодня отсутствует в контрольном разрезе. Археологический уровень, который привел к определению микокской культуры, мог лежать в основе этого массива, но он так и не был найден при недавних раскопках.

Ранее считалось, что галька и гравий нижних и средних слоев возникли в результате криокластических явлений (взрывов и движений, связанных с холодом), но более поздние исследования показали, что они обладают всеми характеристиками аллювиальных материалов, отложенных водотоком. Эти уровни соответствуют отложениям в переплетенных руслах рек, что подтверждается наличием брюхоногих моллюсков, характерных для водной среды умеренного пояса.
Геологические данные (высота террасы у основания среднего массива) и многочисленные датировки (ЭПР и U / Th) указывают на возраст между изотопными стадиями 12 (приблизительно −425 000 / −480 000 лет) и 10 (-335 000 / −370 000) для нижнего и среднего массивов. Брюхоногие глинистые аллювиумы в основании среднего массива соответствуют межледниковой фазе, логически SIO 11 (-370 000 / −425 000). Верхний ансамбль, вероятно, сформировался во время галоцена.